# Curtea
Curtea (en hongrois : Kurtya) est une commune du județ de Timiș en Roumanie.